# Støjrock
Støjrock (fra engelsk noise rock) er en rockmusikalsk stilart, hvor forvrængning og guitar-feedback er en markant del af det musikalske udtryk.
Musikken i denne genre er ofte alternativ eller beregnet for en mindre målgruppe end mainstream, men det kan også dreje sig om egentlig popmusik, der bare ikke har fanget interesse fra store veletablerede selskaber. I de seneste par år har der været en stadig tendens til at kunstnere og bands søger over i mindre selskaber, eller opretter deres egne for at opnå mere kunstnerisk frihed.

## Bands

### 1980-1990
- Band Of Susans
- Boredoms
- Butthole Surfers
- Einsturzende Neubauten
- The Ex
- Fugazi
- Half Japanese
- The Jesus and Mary Chain
- My Bloody Valentine
- Sonic Youth
- Swans

### 1990-2000
- Shellac
- Deerhoof
- Melt-Banana
- Rival Schools

### 2000-2010
- Action Beat
- HEALTH
- Les Savy Fav
- Liars
- Lightning Bolt
- The Locust
- These Are Powers
- Darling Don't Dance